# Ранжування
Ранжування, ренкінг (англ. ranging, ranking, rating, нім. Rangieren n, Ordnen n) (від англ. to rank — ранжувати, рангувати)  — послідовне розміщення чогось; список будь-яких об'єктів (наприклад, компаній, країн, людей тощо), який можна упорядкувати за будь-яким з наявних ранжуючих показників.
Ранжування величин — розміщення величин у певному порядку за ступенем важливості, значущості. Застосовують, зокрема, у моделюванні, а також при створенні систем автоматичного управління технологічними процесами.
На відміну від рейтингу, це не зафіксована форма або методика розрахунку, а база даних для отримання всіх цікавлячих варіантів ранжування вихідного списку.
Відмінна риса ренкінгів — це об'єктивність, незалежність результату і можливість відранжувати вихідний список за цікавлячим ранжируючим показником.
Залежно від завдання або спрямованості професійних інтересів можна вибрати будь-які цікавлячі показники — економічні (наприклад, розмір кредитного портфеля (для банків), вартість чистих активів (для компаній, які керують ПІФами) або натуральні (число учнів (для навчальних закладів), показники одужання (для медустанов), число статей чи коментарів (для ренкінгу користувачів сайту) тощо.